# (20278) Qileihang
(20278) Qileihang (1998 FP45) – planetoida z pasa głównego asteroid okrążająca Słońce w ciągu 3,79 lat w średniej odległości 2,43 j.a. Odkryta 20 marca 1998 roku.